# Динамо (футбольный клуб, Луганск)
«Динамо» — футбольный клуб из Луганска. Основан в 1930 году. Лучшее достижение в первенстве Украины — 3 место во Второй лиге в сезоне 1994/95.
Летом 1995 года команда объединилась с «Азовцем» (Мариуполь).
В 2023 году команда была возрождена для участия в чемпионате «Содружество», где в дебютном заняла 2 место.

## История
Команда была создана в 1930 году. К 1935 году она считалась одной из лучших футбольных команд в Донбассе. После окончания футбольного сезона в 1935 году, ведущие игроки команды перешли в команду Луганского паровозостроительного завода, куда их переманили. Из «Динамо» ушли, в частности: Григорий Носко, Николай Морозов, Михаил Калмыков, Николай Локотош. В связи с уходом ведущих игроков, команда «Динамо» прекратила существование.
Повторно футбольная команда «Динамо» была образована в Луганске в начале 1937 года. В том году динамовцы приняли участие в розыгрыше весеннего и осеннего футбольных первенств города Луганска в группе "Б". Команда просуществовала до начала Великой Отечественной войны.
В конце 1944 года команда «Динамо» была возрождена. В её состав вошли сотрудники НКВД, большинство из которых было специально переведено для прохождения службы из Харькова в Луганск. В 1945 году динамовцы принимали участие в соревновании на первенство города Луганска.
В Чемпионате СССР «Динамо» стало выступать в первой лиге с 1947 года, заняв 11-е место из 13-ти. В 1948 году команда заняла 4-е место (из 8-ми), а в 1949 году – 18-е (последнее). После неудачно сложившегося сезона 1949 года, команда «Динамо» прекратила своё существование, а её игроки пополнили составы других футбольных команд (в основном – «Трудовые резервы» из Луганска).
В самом начале 60-х г.г. команда «Динамо» была возрождена и в течение нескольких лет принимала участие только в чемпионатах Луганской области.
Снова футбольная команда «Динамо» была образована в Луганске в ноябре 1990 года (ФК «Динамо»). Сначала клуб выступал в Чемпионате Луганской области среди любительских клубов (в 1991 и 1992 годах был чемпионом области), а потом и страны – в переходной лиге, а затем – во второй. Во второй лиге чемпионата Украины клуб отыграл два сезона. Лучшее достижение в первенстве Украины — 3-е место во второй лиге в сезоне 1994/95 г.г.
Летом 1995 года команда объединилась с мариупольским «Азовцем», после чего прекратила своё существование.

## Статистика
| Сезон   | Чемпионат   | Чемпионат | Чемпионат | Чемпионат | Чемпионат | Чемпионат | Чемпионат | Чемпионат | Кубок       | Кубок | Кубок | Кубок | Кубок | Кубок | Кубок | Примечание                                                                  |
| Сезон   | Лига        | Место     | И         | В         | Н         | П         | М         | О         | Этап        | И     | В     | Н     | П     | М     | О     | Примечание                                                                  |
| ------- | ----------- | --------- | --------- | --------- | --------- | --------- | --------- | --------- | ----------- | ----- | ----- | ----- | ----- | ----- | ----- | --------------------------------------------------------------------------- |
| 1992/93 | Переходная  | 2 из 18   | 34        | 19        | 12        | 3         | 66−32     | 50        | 1/32 финала | 2     | 1     | 0     | 1     | 7−6   | 2     |                                                                             |
| 1993/94 | Вторая      | 7 из 22   | 42        | 16        | 16        | 10        | 47−40     | 48        | 1/32 финала | 2     | 1     | 0     | 1     | 5−7   | 2     |                                                                             |
| 1994/95 | Вторая      | 3 из 22   | 42        | 26        | 5         | 11        | 72−46     | 83        | 1/64 финала | 2     | 1     | 1     | 0     | 6−5   | 3     | Прекратила существование в результате объединения с мариупольским «Азовцем» |
| Всего   | Переходящая | 1 сезон   | 34        | 19        | 12        | 3         | 66−32     | 50        | >3 сезона   | 6     | 3     | 1     | 2     | 18−18 | 7     |                                                                             |
| Всего   | Вторая      | 2 сезона  | 84        | 42        | 21        | 21        | 119−86    | 105       |             |       |       |       |       |       |       |                                                                             |